# Abubakar Abbas
Abbas Abubakar Abbas (arabisch أبو بكر عباس, DMG Abū Bakr ʿAbbās; * 17. Mai 1996 in Kano) ist ein bahrainischer Sprinter nigerianischer Herkunft, der seit 2013 für Bahrain startberechtigt ist.

## Sportliche Laufbahn
Erste internationale Erfahrungen sammelte Abubakar Abbas bei den Jugendweltmeisterschaften 2013 in Donezk, bei denen er im Finale über 400 Meter disqualifiziert wurde. Zudem schied er mit der bahrainischen Sprintstaffel (1000 Meter) in der Vorrunde aus. Im Jahr darauf siegte er bei den Arabischen Juniorenmeisterschaften in Kairo über 200 Meter und gewann Silber im 400-Meter-Lauf. Damit qualifizierte er sich für die Juniorenweltmeisterschaften in Eugene, bei denen er in 46,20 s die Bronzemedaille gewann. Ende Oktober nahm er erstmals an den Asienspielen im südkoreanischen Incheon teil und gewann dort in 45,62 s die Silbermedaille hinter dem Saudi-Araber Youssef Masrahi.
2015 gewann er Bronze bei den Arabischen Meisterschaften in Manama und wurde bei den Asienmeisterschaften in Wuhan in 46,15 s Vierter. Er qualifizierte sich auch für die Weltmeisterschaften in Peking, bei denen er mit 45,64 s im Vorlauf ausschied. Ende Oktober gewann er bei den Militärweltspielen in Mungyeong in 45,73 s die Bronzemedaille. Zudem wurde er mit der bahrainischen 4-mal-400-Meter-Staffel disqualifiziert und konnte seinen Vorlauf über 200 Meter nicht beenden. 2016 gewann er bei den Hallenasienmeisterschaften in Doha in 46,60 s die Silbermedaille hinter dem Katari Abdalelah Haroun. Während der Freiluftsaison qualifizierte er sich im 400-Meter-Lauf für die Olympischen Spiele in Rio de Janeiro, bei denen er mit 46,01 s in der ersten Runde ausschied. Im Jahr darauf wurde er bei den Islamic Solidarity Games in Baku Sechster. 2018 nahm er erneut an den Asienspielen in Jakarta teil und belegte dort in 46,46 s den siebten Rang. Zudem siegte er mit der gemischten Staffel und wurde mit der Männerstaffel in 3:03,97 min Fünfter. 2019 wurde die Goldmedaille mit der gemischten Staffel wegen eines Dopingvergehens seiner Mitstreiterin Kemi Adekoya aberkannt. 2019 siegte er in 45,90 s bei den Arabischen Meisterschaften in Kairo und musste sich bei den anschließenden Asienmeisterschaften in Doha nach 45,14 s nur dem Kuwaiti Youssef Karam geschlagen geben. Des Weiteren siegte er mit der gemischten Staffel in 3:15,75 min. Anfang Oktober gelangte er bei den Weltmeisterschaften in Doha über 400 Meter bis in das Halbfinale, in dem er mit 45,26 s ausschied. Zudem gewann er mit der gemischten Staffel in 3:11,82 min die Bronzemedaille hinter den Vereinigten Staaten und Jamaika. Anschließend siegte er bei den Militärweltspielen in Wuhan in 45,84 s über 400 Meter sowie in 3:06,20 min mit der Männerstaffel.

## Persönliche Bestzeiten
- 200 Meter: 21,25 s (+0,4 m/s), 12. Juli 2014 in Plowdiw
- 400 Meter: 44,90 s, 25. August 2019 in Madrid
  - 400 Meter (Halle): 46,60 s, 20. Februar 2016 in Doha (bahrainischer Rekord)